# 리얼 Law맨스 고소한 남녀
리얼 Law맨스 고소한 남녀는 ENA에서 방송했던 커플 법정 재연 프로그램이었다.